# Dipoena aculeata
Espèce
Synonymes
- Trigonobothrys aculeatus Hickman, 1951

Dipoena aculeata est une espèce d'araignées aranéomorphes de la famille des Theridiidae.

## Distribution
Cette espèce est endémique de Tasmanie en Australie.

## Description
Le mâle mesure 1,914 mm et la femelle 2,030 mm.

## Publication originale
- Hickman, 1951 : New Phoroncidiinae and the affinities of the New Zealand spider Atkinsonia nana Cambridge. Papers and Proceedings of the Royal Society of Tasmania, vol. 1950, no , p. 3-24 (texte intégral).